# Вавой
Річка Вавой (англ. Wawoi River) — річка в південно-східній частині острова Нова Гвінея, протікає територією провінцій Південний Гайлендс та Західна в Папуа Новій Гвінеї. Шоста за довжиною річка країни — має орієнтовну довжину 482 км.

## Географія
Річка починає свій витік в провінції Південний Гайлендс, на південно-західних схилах вулкану Босаві, на висоті близько 950—1050 м. Тече на південь-південний захід і далі на півден. В Західній провінції тече на південь-південний схід до середини течії, після чого повертає і тече на південний схід. Впадає у затоку Папуа. Має загальну довжиною 482 км і площу водозбірного басейн 18 171 км. В гирлі утворює дельту довжиною понад 40 км і максимальною шириною до 20 км. В дельті розташовано чотири доволі великих острови: Арамія, Уапумба, Навіу та Дібірі.
За деякими джерелами вважається, що річка впадає не в затоку Папуа, а в річку Баму, приблизно за 50 км від її впадіння в затоку Папуа (7°47′46.32″ пд. ш. 143°15′39.6″ сх. д. / 7.7962000° пд. ш. 143.261000° сх. д.). При цьому орієнтовна висота її гирла становить 1 м над рівнем моря.